# Барбазо (Асти)
Барбазо је насеље у Италији у округу Асти, региону Пијемонт.
Према процени из 2011. у насељу је живело 89 становника. Насеље се налази на надморској висини од 366 м.